# Lista de freguesias extintas do Distrito de Aveiro
Estão aqui maioritariamente as freguesias que foram extintas no século XIX ou 1910 e todas em 2013. 

## Século XIX ou em 1910

### Águeda
- Aguieira (Valongo do Vouga)
- Assequins
- Brunhido
- Casal de Álvaro (Espinhel)

### Albergaria-a-Velha
- Paus

### Anadia
- Ferreiros

### Aveiro
- Espírito Santo
- Apresentação
- São Miguel

### Santa Maria da Feira
- Duas Igrejas

## Em 2013

### Águeda
- Agadão
- Aguada de Baixo
- Águeda
- Barrô
- Belazaima do Chão
- Borralha
- Castanheira do Vouga
- Espinhel
- Lamas do Vouga
- Macieira de Alcoba
- Óis da Ribeira
- Préstimo
- Recardães
- Segadães
- Travassô
- Trofa

### Albergaria-a-Velha
- Albergaria-a-Velha
- Frossos
- São João de Loure
- Valmaior

### Anadia
- Aguim
- Amoreira da Gândara
- Ancas
- Arcos
- Mogofores
- Óis do Bairro
- Paredes do Bairro
- Tamengos

### Arouca
- Albergaria da Serra
- Arouca
- Burgo
- Cabreiros
- Canelas
- Covelo de Paivó
- Espiunca
- Janarde

### Aveiro
- Eirol
- Eixo
- Glória
- Nariz
- Nossa Senhora de Fátima
- Requeixo
- Vera Cruz

### Castelo de Paiva
- Bairros
- Paraíso
- Pedorido
- Raiva
- Sobrado

### Espinho
- Anta
- Guetim

### Estarreja
- Beduído
- Canelas
- Fermelã
- Veiros

### Mealhada
- Antes
- Mealhada
- Ventosa do Bairro

### Oliveira de Azeméis
- Macinhata da Seixa
- Madail
- Nogueira do Cravo
- Oliveira de Azeméis
- Palmaz
- Pindelo
- Pinheiro da Bemposta
- Santiago de Riba-Ul
- Travanca
- Ul

### Oliveira do Bairro
- Bustos
- Mamarrosa
- Troviscal

### Ovar
- Arada
- Ovar
- São João de Ovar
- São Vicente de Pereira Jusã

### Santa Maria da Feira
- Lobão
- Gião
- Louredo
- Guisande
- Caldas de São Jorge
- Pigeiros
- Canedo
- Vale
- Vila Maior
- Feira
- Travanca
- Sanfins
- Espargo
- Souto
- Mosteirô (Santa Maria da Feira)

### Sever do Vouga
- Cedrim
- Paradela
- Silva Escura
- Dornelas

### Vagos
- Fonte de Angeão
- Covão do Lobo
- Ponte de Vagos
- Santa Catarina
- Vagos
- Santo António de Vagos

### Vale de Cambra
- Vila Chã
- Codal
- Vila Cova de Perrinho